# Nicolaas van Haringhen
Nicolaas van Haringhen bijnaam Mitridates (Ieper, 1625 - Rome, 1705) was een Vlaams apotheker en kunstliefhebber.
Van Haringhen had sinds 1660 een apotheek aan de Piazza di Spagna en was een van de grootste weldoeners van de stichting Sint-Juliaan der Vlamingen. Hij was tevens een periode deken en provisor van dit broederschap. Van Harighen was daarnaast ook lid van de Bentvueghels.
Zijn graf met gedenksteen is gelegen in de kerk Sint-Juliaan-der-Vlamingen te Rome.